# Пеницилл охряно-зелёный
Пеници́лл (пеници́ллий) охря́но-зелёный (лат. Penicíllium ochrochlóron) — вид несовершенных грибов (телеоморфная стадия неизвестна), относящийся к роду Пеницилл (Penicillium).

## Описание
Колонии на агаре Чапека быстрорастущие, на 14-е сутки достигающие диаметра около 5,5 см, войлочные до шерстистых, с вторичным ростом вегетативных гиф. Спороношение в насыщенных оливково-зелёных тонах, у некоторых штаммов выделяется обильный экссудат. Реверс бежевый до телесного цвета. Запах отсутствует. На CYA колонии на 7-е сутки около 5,5 см в диаметре, бархатистые до войлочных, спороносящие с разной интенсивностью в серо-зелёных тонах, с обильным бесцветным экссудатом. Реверс тёмно-коричный, по краям с оранжевым оттенком. На агаре с солодовым экстрактом (MEA) колонии без экссудата, с неокрашенным, бледно-жёлтым или бледно-оранжевым реверсом. На YES колонии на 7-е сутки около 4,5 см в диаметре.
Конидиеносцы двухъярусные с незначительной примесью неправильных трёхъярусных, до 300—500 мкм длиной, грубо-зернистые до гладких. Метулы в мутовках по 2—3, неравные, 10—25 мкм длиной. Фиалиды в мутовках по 3—10, суженные в длинную шейку, 10—12 × 2,5—3 мкм. Конидии эллипсоидальные до веретеновидных, гладкие или шероховатые, с остроконечием, 3—4 × 2—3 мкм.

### Отличия от близких видов
Penicillium brasilianum отличается жёлтым реверсом на MEA и шероховатыми конидиями на фиалидах с короткой шейкой. Penicillium piscarium отличается шиповатыми шаровидными конидиями. Penicillium simplicissimum отличается гладкостенными шаровидными конидиями.

## Экология
Довольно редкий вид. Неоднократно выделялся из медьсодержащих растворов, с тканей, обработанных медными растворами.

## Таксономия
Penicillium ochrochloron Biourge, La Cellule 33: 269 (1923)

### Синонимы
- Penicillium biforme var. vitriolum Tat.Sato, 1939, nom. inval.
- Penicillium cuprophilum Tat.Sato, 1939, nom. inval.